# Massimo Stanzione
Massimo Stanzione (também chamado Stanzioni ; 1585 – 1656) foi um pintor barroco italiano, ativo principalmente em Nápoles, onde ele e seu rival Jusepe de Ribera dominaram a cena da pintura por várias décadas. Ele foi principalmente um pintor de retábulos, trabalhando tanto com óleos quanto com afrescos (geralmente para tetos). Seu assunto principal eram cenas bíblicas. Ele também pintou retratos e temas mitológicos. Ele teve muitos alunos e seguidores, pois sua cor rica e seu naturalismo idealizado tiveram grande influência em outros artistas locais, como Francesco Solimena.  Em 1621, o Papa Gregório XV deu-lhe o título de Cavaleiro da Espora Dourada e o Papa Urbano VIII fez dele cavaleiro de São João por volta de 1624 e cavaleiro da Ordem de Cristo em 1627. A partir de então, ele passou a assinar suas obras como EQUES MAXIMUS ( latim para Cavaleiro Spremo

Virgem e o Menino, ca. 1645, Museo di Capodimonte

Nascido em Frattamaggiore ou Orta di Atella acredita-se que tenha estudado com Fabrizio Santafede e Battistello Caracciolo. 
Os historiadores da arte acreditam que Stanzione desenvolveu sua carreira como artista em Roma. Pensa-se que iniciou a sua carreira como retratista.
Sua primeira viagem a Roma foi em 1617 a 1618, onde trabalhou em Santa Maria della Scala, onde permanecem vestígios da sua obra. Ele retornou à Cidade Eterna várias vezes entre 1620 e 1630. Em Roma sofreu a influência de Annibale Carracci e do renovado Caravagismo de Simon Vouet, entre outros.  Em 1621, o papa Gregório XV concedeu-lhe o título de Cavaleiro da Espora Dourada e em 1627, recebeu o título de Cavaleiro de São Jorge e Urbano VIII investiu-o na Ordem de Cristo  que, na Espanha, deu-lhe o título de Caballero Máximo.
Junto com Jusepe de Ribera, Stanzione foi o principal pintor napolitano durante a primeira metade do século XVII.   Isso se deveu aos seus vastos retábulos e afrescos e, claro, ao seu séquito de estudantes e imitadores. As cores ricas e o naturalismo idealizado de Stanizione tiveram grande influência em outros artistas locais, como Francesco Solimena . Acredita-se que Massimo Stanzione morreu durante a peste de 1656.

## Galeria

Obras selecionadas
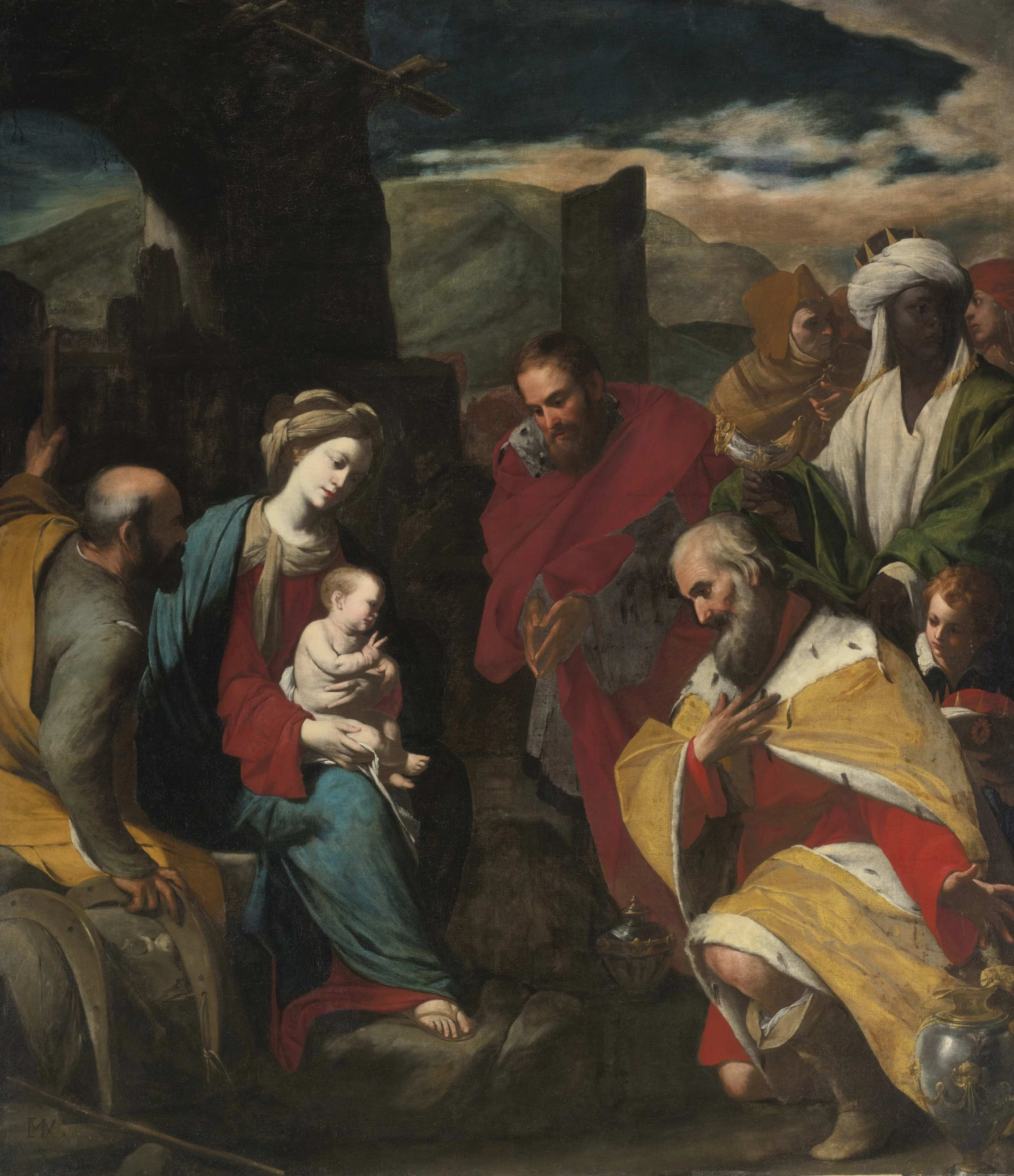
A Adoração dos Magos
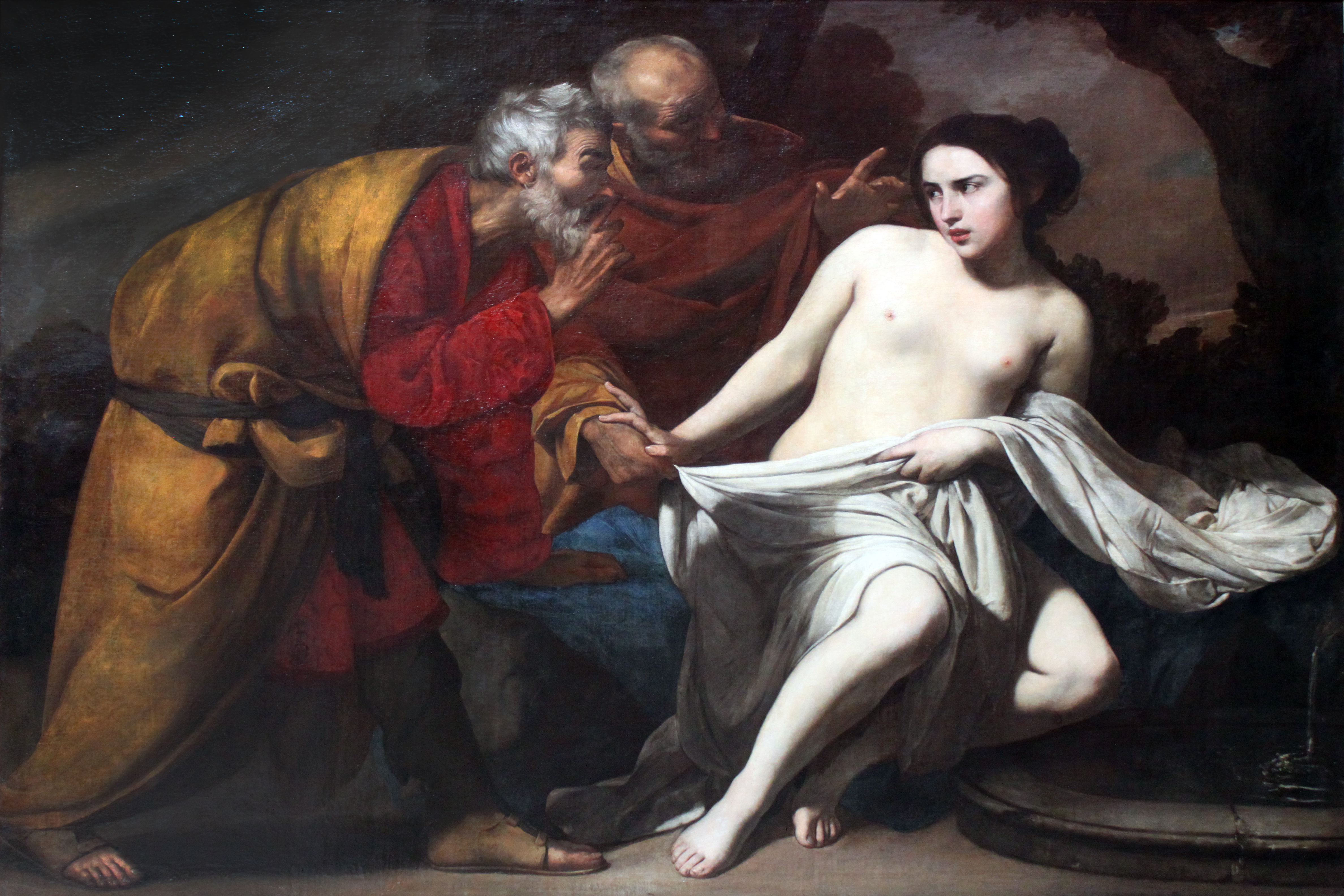
Susanna e os Anciãos
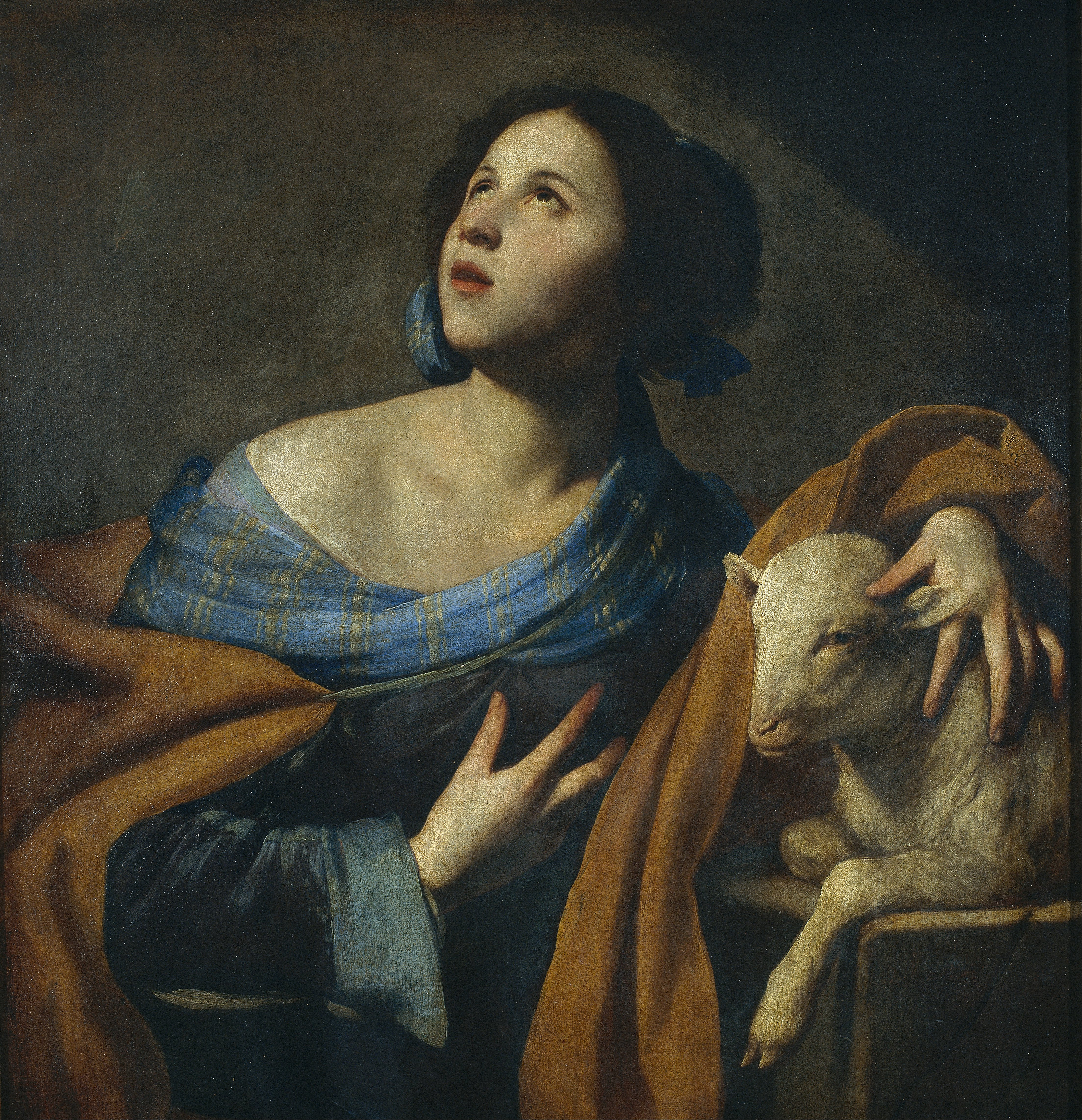
Santa Agnes
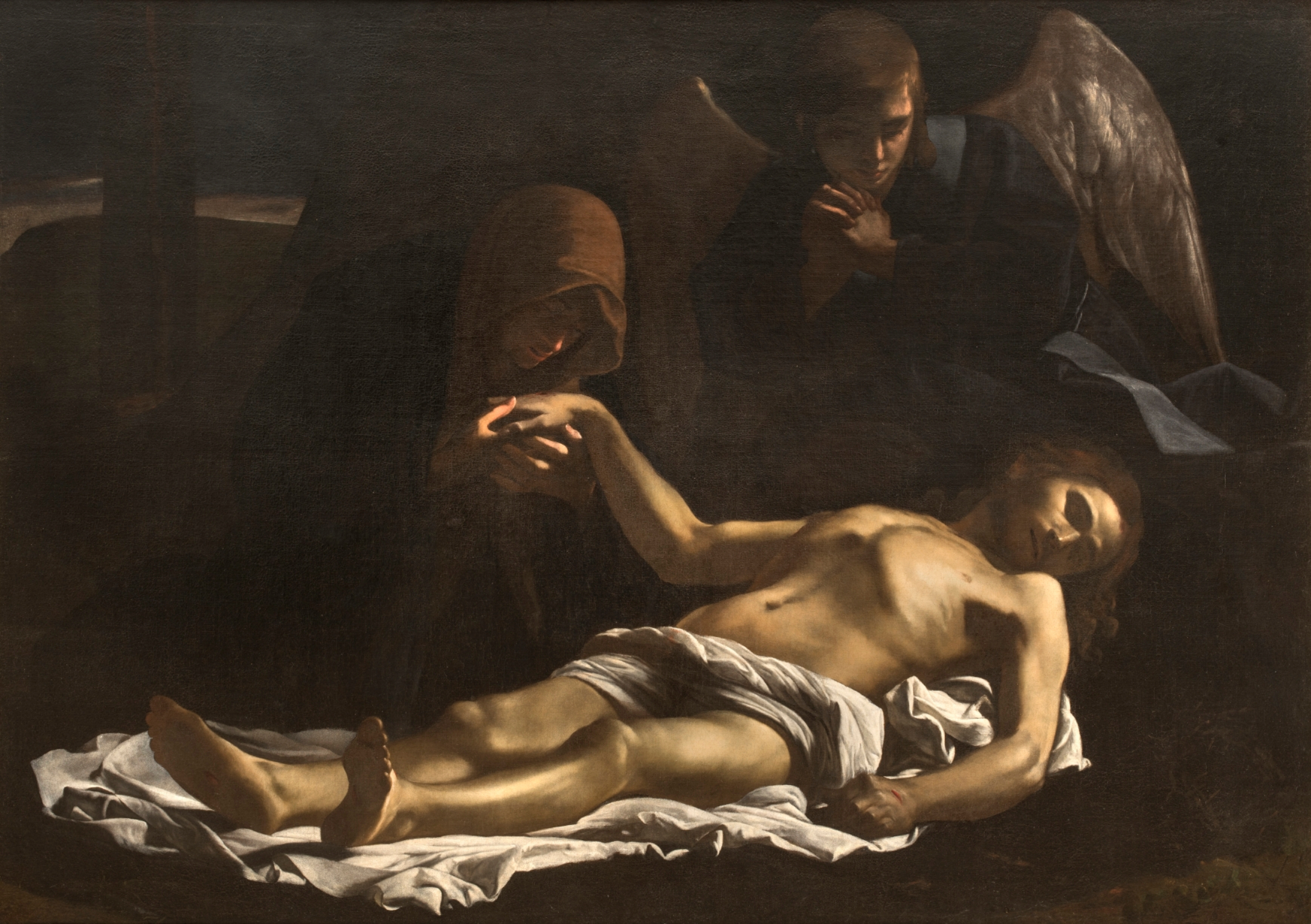
Pietà
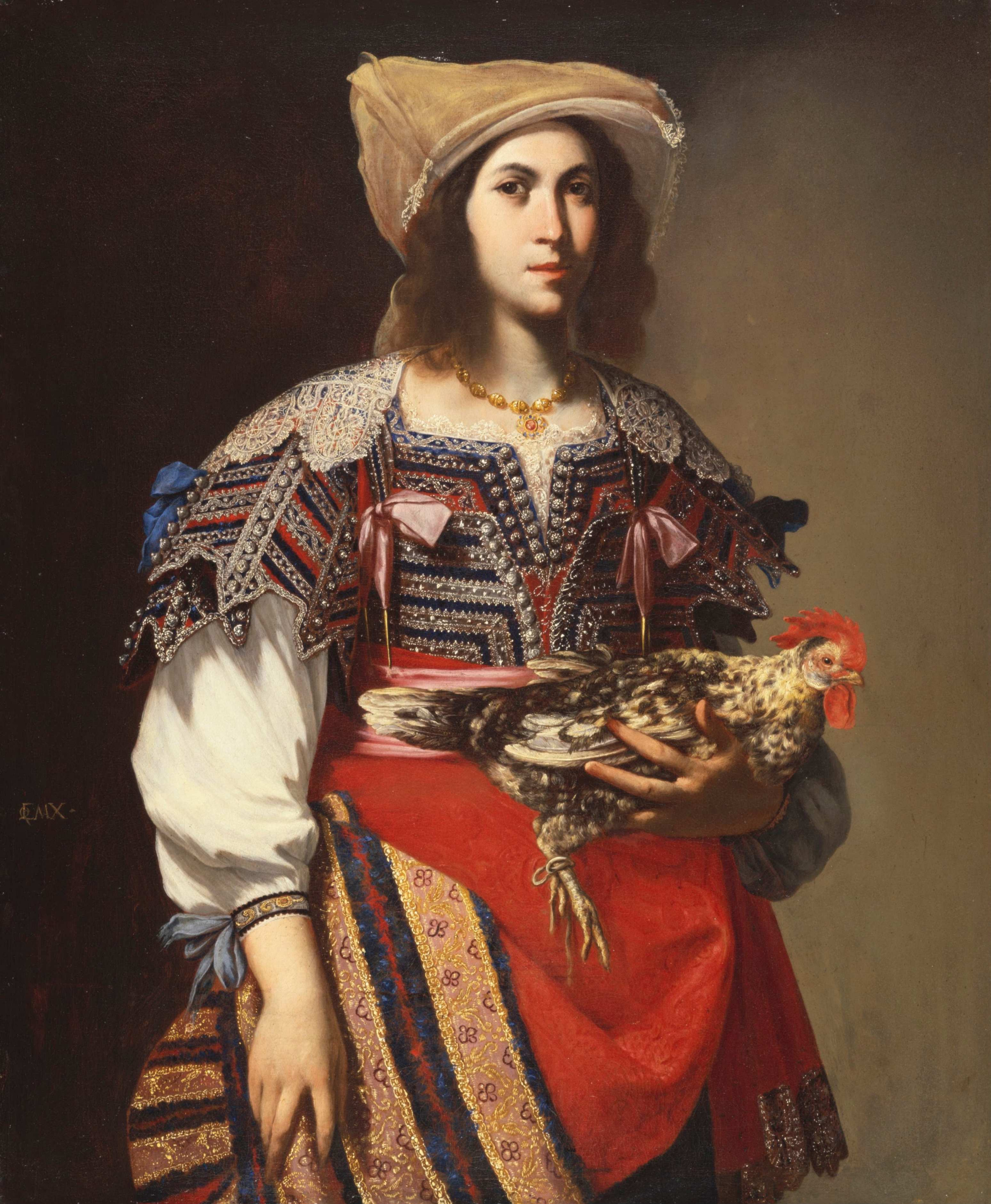
Mulher em Roupas Napolitanas